# La Parigina
La Parigina, anche conosciuta come la Signora Minoica, fa parte del cosiddetto Affresco dello Scanno del Campo, la quale fu probabilmente dipinta sulla parete della Sala del Santuario sul Piano Nobile al palazzo di Cnosso. Il viluppo sacrale che si muove lentamente dietro al collo sembra indicare che essa sia una sacerdotessa oppure una dea.
La ricerca archeologica nei palazzi minoici, cimiteri e insediamenti ha portato alla luce una moltitudine di oggetti correlati alla cura della bellezza.
Sembra che ci furono aree per la bellezza nei palazzi di Cnosso, Zakros e Pilo. Questi oggetti di bellezza venivano usati durante l'intera età del bronzo egea. Usando questi oggetti, le signore minoiche mettevano in luce le labbra rosse e il bianco del viso. Nell'affresco della Parigina, può essere visto l'uso del colore nero per enfatizzare la forma degli occhi e il rosso per le labbra.
Viene datata al periodo Neopalaziale, 1400 a.C. ca. Museo archeologico di Herakleion.